# S100A16
S100A16 (англ. S100 calcium binding protein A16) – білок, який кодується однойменним геном, розташованим у людей на короткому плечі 1-ї хромосоми.  Довжина поліпептидного ланцюга білка становить 103 амінокислот, а молекулярна маса — 11 801.
| 10         |  | 20         |  | 30         |  | 40         |  | 50         |
| ---------- |  | ---------- |  | ---------- |  | ---------- |  | ---------- |
| MSDCYTELEK |  | AVIVLVENFY |  | KYVSKYSLVK |  | NKISKSSFRE |  | MLQKELNHML |
| SDTGNRKAAD |  | KLIQNLDANH |  | DGRISFDEYW |  | TLIGGITGPI |  | AKLIHEQEQQ |
| SSS        |  |            |  |            |  |            |  |            |

A: Аланін

C: Цистеїн

D: Аспарагінова кислота

E: Глутамінова кислота

F: Фенілаланін

G: Гліцин

H: Гістидин

I: Ізолейцин

K: Лізин

L: Лейцин

M: Метіонін

N: Аспарагін

P: Пролін

Q: Глутамін

R: Аргінін

S: Серин

T: Треонін

V: Валін

W: Триптофан

Білок має сайт для зв'язування з іонами металів, іоном кальцію. 
Локалізований у цитоплазмі, ядрі.